# Thomisus daradioides
Thomisus daradioides är en spindelart som beskrevs av Simon 1890. Thomisus daradioides ingår i släktet Thomisus och familjen krabbspindlar. Utöver nominatformen finns också underarten T. d. nigroannulatus.